# 尤利·隆美尔
尤利·隆美尔（德語：Ulli Lommel，1944年12月21日—2017年12月2日），是一名德国演员、导演。他曾经与宁那·华纳·法斯宾德合作，并参与新德国电影运动。
此外他也担任安迪·沃霍尔的合作人。1977年后，他迁居美国，并创作、导演了超过五十部电影 。其中包括1980年的《食虫者》。